# Vladimir Ibler
Vladimir Ibler (Zagreb, 25. lipnja 1913. – Zagreb, 30. travnja 2015.), hrvatski akademik,  pravnik, profesor međunarodnog prava.

## Životopis
Vladimir Ibler studirao je pravo u Beogradu i Zagrebu, gdje je 1937. diplomirao, a godinu dana potom i doktorirao. Bio je odvjetnički i sudski pripravnik na Kotarskom i Okružnom sudu u Zagrebu, te na Kotarskom sudu u Rabu od 1937. do 1939. godine. Od 1939. do 1947. bio je tajnik Industrijske komore u Zagrebu. Od 1947. započinje sveučilišnu karijeru na Pravnom fakultetu Sveučilišta u Zagrebu u zvanju asistenta za predmete Međunarodno javno pravo i Diplomatska povijest. Sveučilišna karijera traje mu sve do umirovljenja 1983., nakon čega nastavlja predavati na postdiplomskim studijima u Zagrebu i Splitu.
Predavao je na postdiplomskim studijima u Beogradu, Ljubljani, Novom Sadu i Dubrovniku, na postdiplomskom studiju iz međunarodnih odnosa na Fakultetu političkih znanosti u Zagrebu te na postdiplomskom studiju iz prava mora na Pravnom fakultetu u Splitu. Bio je i gostujući predavač na dodiplomskim studijima u Rijeci i Osijeku.  U nekoliko je navrata bio članom hrvatskih diplomatskih izaslanstava, a od osnutka službe vanjskih poslova Republike Hrvatske predavao je i na edukativnim programima Diplomatske akademije.
Bio je suradnik Pomorske enciklopedije i Hrvatske enciklopedije Leksikografskoga zavoda Miroslava Krleže te Hrvatskoga leksikona. Bio je član suradnik Hrvatske akademije znanosti i umjetnosti od 1977. (od 1986. izvanredni i od 1991. redoviti), zatim član Hrvatskoga društva za međunarodno pravo od njegova osnutka i predsjednik 1987., član International Law Association i njegova komiteta za isključivu ekonomsku zonu (od 1987.) te od 2001. član Savjeta za granice Vlade Republike Hrvatske.

## Radovi
Akademik Ibler autor je mnogih znanstvenih radova s područja međunarodnog prava, a neki od njih su:
- Diplomatska historija 1814. – 1871., 1960.
- Međunarodno javno pravo, 1962.
- Sloboda mora, 1965.
- Rječnik međunarodnog javnog prava, 1972.
- Međunarodno diplomatsko i konzularno pravo, 1978.
- Povijesni razvoj prava mora, 1979.
- Mirno rješavanje sporova, 1980.
- Pravo Republike Hrvatske da proglasi svoj isključivi gospodarski pojas, 1996.
- Međunarodno pravo mora i Hrvatska, 2001.
- Koliko "vrijedi" međunarodno javno pravo?, 2002.

## Nagrade i odličja
- 1998. – Red Danice hrvatske s likom Ruđera Boškovića za osobite zasluge u znanosti[4]
- 2008. – Red kneza Branimira s ogrlicom za osobit doprinos razvoju pravne misli u Republici Hrvatskoj te aktivnu ulogu u formuliranju međunarodno-pravnih stavova Republike Hrvatske[5]
- 2008. – Državna nagrada za znanost za 2007., nagrada za životno djelo[6][7]
- 2012. – Zlatna Kuna Hrvatske gospodarske komore za životno djelo (za 2011.)[8]

## Vanjske poveznice
- Vladimir Ibler – životopis na stranicama HAZU
- LZMK / Hrvatski biografski leksikon: Ibler, Vladimir (autorica: Tatjana Delibašić, 2005.)